# Pierre Brice
Pierre Brice (født Pierre-Louis Baron de Bris den 6. februar 1929 i Brest, død 6. juni 2015 i Paris) var en fransk skuespiller, der primært var kendt for sin rolle som den fiktive apache-høvding Winnetou i filmatiseringerne af den tyske forfatters Karl Mays bøger.

## Eksterne links
- Wikimedia Commons har flere filer relateret til Pierre Brice
- Pierre Brice på Internet Movie Database (engelsk)
- Pierre Brice på Filmdatabasen
- Pierre Brice på Svensk Filmdatabas (svensk)
- Pierre Brice på AlloCiné (fransk)
- Pierre Brice på AllMovie (engelsk)
- Pierre Brice på Rotten Tomatoes (engelsk)
- Pierre Brice på The Movie Database (engelsk)
- Pierre Brice biografi på (re)Search my Trash. (engelsk)
- Officiel hjemmeside. (tysk)